# Hibrildes albopunctata
Hibrildes albopunctata är en fjärilsart som beskrevs av Bethune-Baker 1915. Hibrildes albopunctata ingår i släktet Hibrildes och familjen Eupterotidae. Inga underarter finns listade i Catalogue of Life.